# Уједињено Краљевство на Зимским олимпијским играма 2018.
Уједињено Краљевство учествује на Зимским олимпијским играма 2018. које се одржавају у Пјонгчанг у Јужној Кореји од 9. до 25. фебруара 2018. године. Олимпијски комитет Уједињеног Краљевства послао је 58 квалификованих спортиста у једанаест спортова. 

## Освајачи медаља

### Злато
- Лизи Јарнолд — Скелетон, појединачно

### Бронза
- Доминик Парсонс — Скелетон, појединачно
- Изабел Аткин — Слободно скијање, слоупстајл
- Лора Дис — Скелетон, појединачно
- Били Морган — Сноубординг, биг ер

## Учесници по спортовима
| Спорт                              | Мушкарци | Жене | Укупно |
| ---------------------------------- | -------- | ---- | ------ |
| Алпско скијање                     | 2        | 2    | 4      |
| Биатлон                            | 0        | 1    | 1      |
| Боб                                | 8        | 2    | 10     |
| Брзо клизање на кратким стазама на | 2        | 3    | 5      |
| Керлинг                            | 5        | 5    | 10     |
| Санкање                            | 2        | 0    | 2      |
| Скелетон                           | 2        | 2    | 4      |
| Скијашко трчање                    | 3        | 1    | 4      |
| Слободно скијање                   | 6        | 5    | 11     |
| Сноубординг                        | 3        | 2    | 5      |
| Уметничко клизање                  | 1        | 1    | 1      |
| 11 спортова                        | 34       | 24   | 58     |